# Davorin Dolar

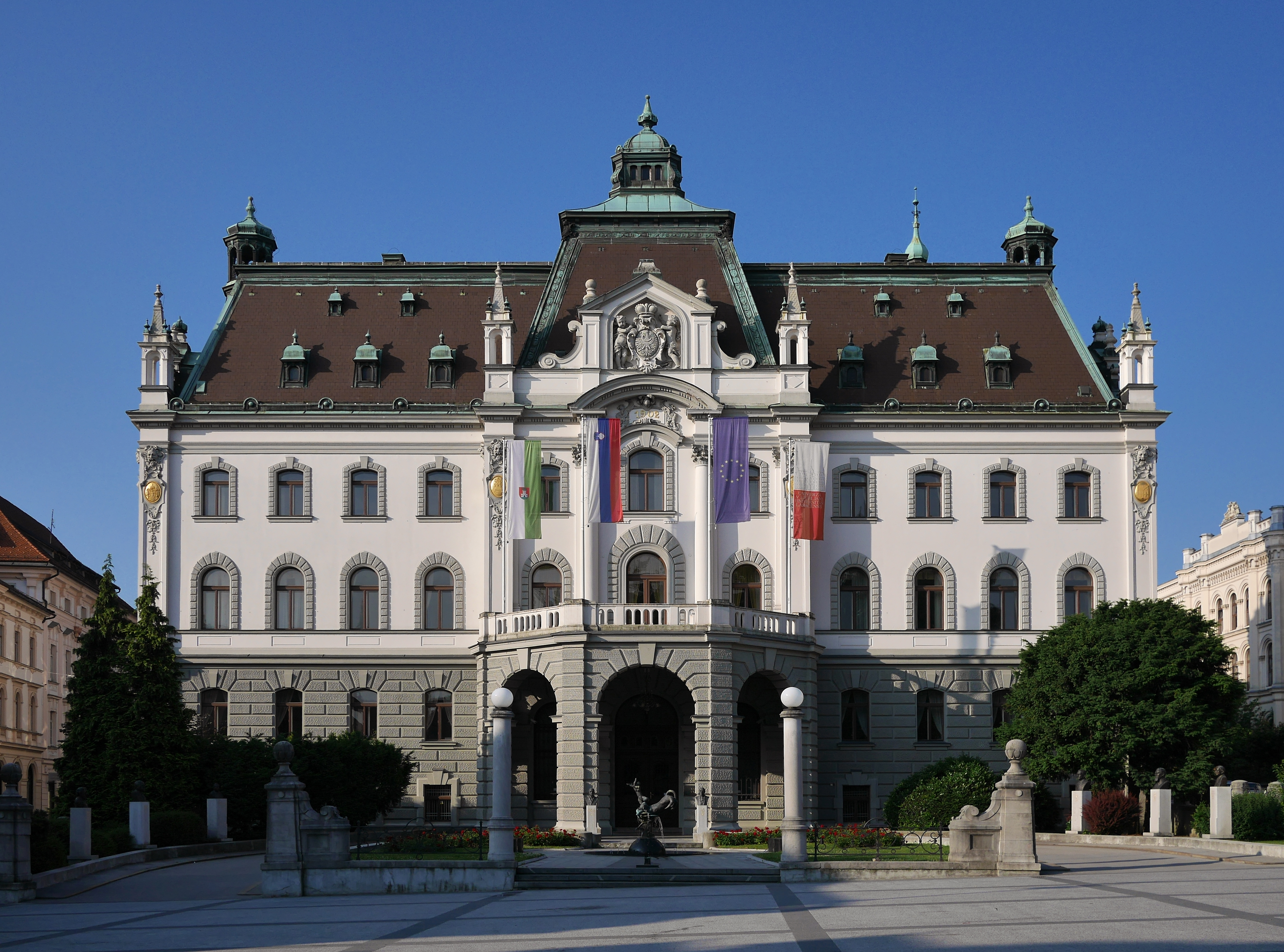
Univerzita v Lublani

Davorin Dolar (1. února 1921 v Kranji – 12. listopadu 2005 v Lublani) byl slovinský chemik a akademik. Byl předním vědcem slovinské fyzikální chemie a mezinárodně uznávaným vědcem. Význam jeho práce přesahuje oblast samotné fyzikální chemie, neboť byla důležitá i pro související vědní obory a techniku.
Většina jeho výzkumu byla věnována polyelektrolytickým roztokům, což jsou roztoky polymerů, jehož molekuly obsahují skupiny (polyionty) schopné ionizace v roztoku. Za více než čtyři desetiletí své práce na Univerzitě v Lublani významně přispěl k lepšímu pochopení vlastností těchto roztoků.
Je považován za zakladatele moderní školy fyzikální chemie ve Slovinsku, neboť spojil svůj výzkum s pedagogickou prací. Své znalosti předával vysokoškolským studentům i studentům doktorandských programů. Měl pověst jednoho z nejlepších pedagogů na slovinské škole fyzikální chemie.

## Studium a kariera

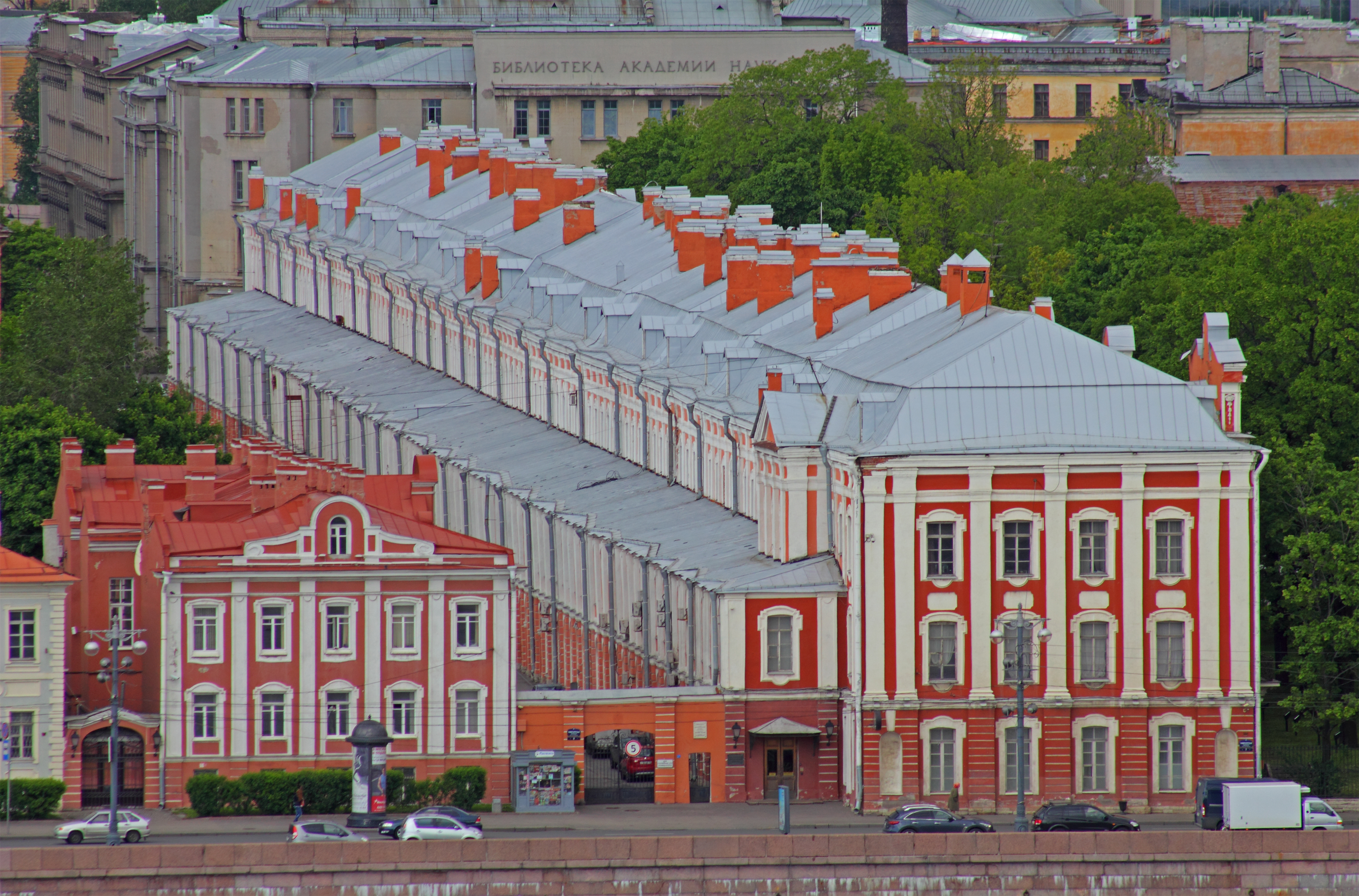
Leningradská státní univerzita

Davorin Dolar se narodil 1. února 1921 v Kranji. Jeho otec Simon Dolar byl známý profesor matematiky, který ho zasvětil do matematiky a světa vědy. To ho přivedlo ke studiu přírodních věd. V mládí se také věnoval sportu a patřil k nejvýznamnějším slovinským horolezcům. Později byl také horským záchranářem.

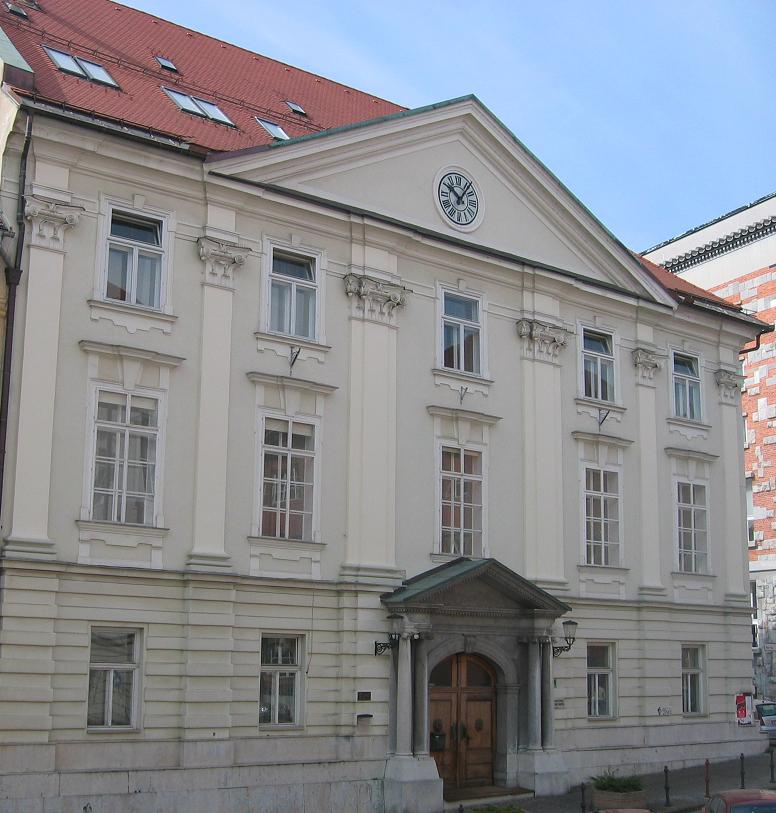
Slovinská akademie věd a umění

V roce 1944 absolvoval tehdejší Technickou fakultu v Lublani a v roce 1957 zde získal doktorát. V letech 1947–1948 absolvoval studium na tehdejším Ústavu fyziky a chemie Leningradské univerzity, v roce 1955 na Polytechnickém institutu v Brooklynu. Zpočátku působil jako asistent na Chemickém ústavu Lékařské fakulty v Lublani, v roce 1952 strávil půl roku jako výzkumný pracovník v Ústavu jaderných věd ve Vinči u Bělehradu. Od roku 1952 byl odborným asistentem, v roce 1960 docentem a od roku 1965 řádným profesorem fyzikální chemie na katedře chemie Přírodovědecké a technologické fakulty na Univerzitě v Lublani. V letech 1967/68 byl vědeckým pracovníkem v Camille Dreyfus Laboratory of the Research Triangle v Durhamu ve Spojených státech.
Od roku 1970 byl korespondentem a od roku 1977 řádným členem Slovinské akademie věd a umění a od roku 1997 Newyorské akademie věd. V roce 1979 obdržel Kidričovu cenu za zásadní úspěchy v oblasti termodynamiky a transportních vlastností polyelektrolytů a v roce 2004 cenu Zois za celoživotní dílo. V letech 1985-89 byl prezidentem Slovinské přírodovědné společnosti.
Po odchodu do důchodu v roce 1990 se stal emeritním profesorem na univerzitě v Lublani, která mu o několik let později udělila zlatou plaketu. Až do své smrti zůstal velmi aktivní v akademické komunitě a až do konce svého života pokračoval v poradenství začínajícím chemikům. Zemřel 12. listopadu 2005 v Lublani.

## Výzkumná práce

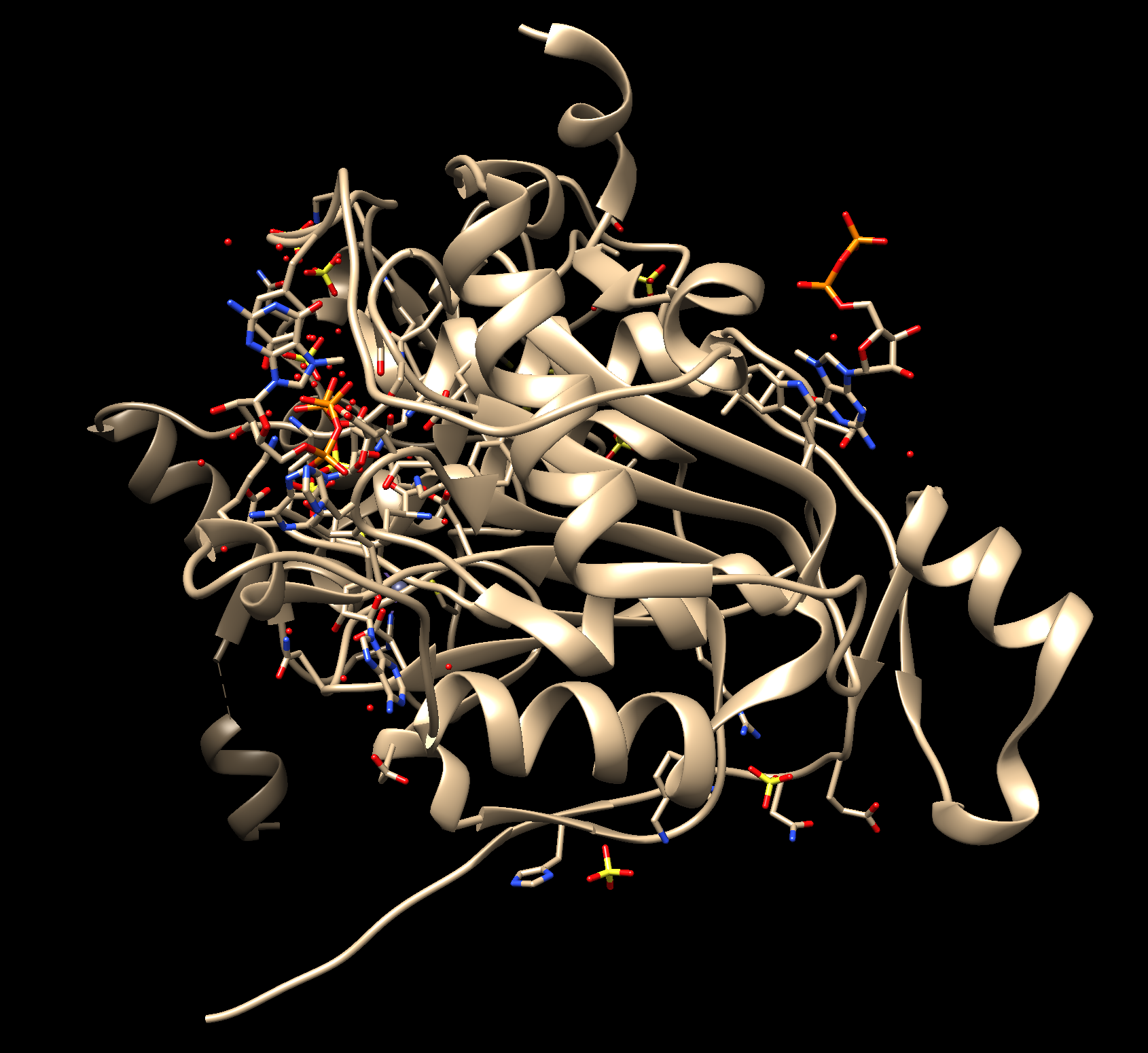
Ukázka biomolekuly proteinu

Většina výzkumu Davorina Dolara byla věnována polyelektrolytickým roztokům, což jsou roztoky polymerů, jehož molekuly obsahují skupiny (polyionty) schopné ionizace v roztoku. Polyelektrolyty jsou často tvořeny nejdůležitějšími biopolymery, jako jsou proteiny nebo nukleové kyseliny. Hrají důležitou roli například při regulaci viskozity krve.

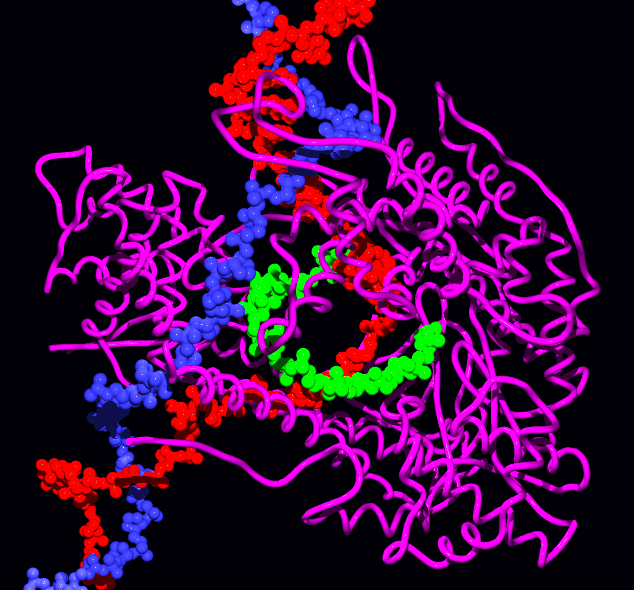
Ukázka biomolekuly nukleové kyseliny RNA

Tyto roztoky mají vlastnosti, které se výrazně liší od jednoduchých roztoků elektrolytů a také od roztoků nenabitých makromolekul. Davorin Dolar studoval termodynamické a transportní vlastnosti těchto systémů. Věnoval se jejich osmotickému tlaku, entalpii zředění, molárním objemům, elektrické vodivosti a stupni vazby iontů. Zkoumal vliv různých druhů iontů, hustoty náboje, teploty a dielektrické konstanty rozpouštědla na vlastnosti různých polyelektrolytů.
Polyelektrolyty nalezly velké využití ve strojírenství jako koagulanty pro čištění odpadních vod nebo jako disperzanty ke snížení viskozity vysoce koncentrovaných vodních disperzních systémů (například suspenzí a past při výrobě keramiky). Účinnost polyelektrolytů v těchto aplikacích se vysvětluje adsorpcí polyiontů na povrchu částic s tvorbou dvojité elektrické vrstvy účinně snižuje tření mezi částicemi.